# بطولة ويمبلدون 1959
قائمة ببطولات ويمبلدون لسنة 1959:

## فردي رجال
أليكس أولميدو هزم  رود لافر. النتيجة: 6-4 6-3 6-4

## فردي سيدات
ماريا بوينو هزمت  دارلين هارد. النتيجة: 6-4 6-3